# Jack Holden
Jack Holden   (West Midlands, 13 de març de 1907 - Cockermouth, 7 de març de 2004) va ser un atleta anglès, especialista en curses de fons i cros, que va competir entre les dècades de 1920 i 1950.
El 1948 va prendre part en els Jocs Olímpics d'Estiu de Londres, on abandonà en la marató del programa d'atletisme.
En el seu palmarès destaca una medalla d'or en la marató del Campionat d'Europa d'atletisme de 1950, per davant Veikko Karvonen i Fedosiy Vanin. Als Jocs de l'Imperi Britànic de 1950, disputats a Auckland, també guanyà la medalla d'or en la marató. Es proclamà quatre vegades vencedor del campionat nacional de marató, entre 1947 i 1950.
Entre 1933 i 1939 guanyà quatre edicions del Cros de les Nacions.

## Millors marques
- marató. 2h 31' 03" (1952)[2][8]